# Richard Conner
Richard „Dick“ Carroll Conner (* 25. März 1934 in Pueblo, Colorado; † 8. Juli 2019 in Rancho Santa Fe, Kalifornien) war ein Wasserspringer aus den Vereinigten Staaten. Er gewann bei den Olympischen Spielen 1956 die Bronzemedaille im Turmspringen.

## Karriere
Richard Conner wuchs in Salt Lake City auf und begann dort auch mit dem Wasserspringen. 1951 verbrachte er das letzte High-School-Jahr in Kalifornien und trainierte beim Pasadena Athletic Club unter Bud Lyndon. Mit einem Sieg bei der High-School-Meisterschaft von Südkalifornien ersprang er auch ein Stipendium für den Besuch der University of Southern California. Dort blieb er während seines Studiums in Wettkämpfen der Colleges an der Pazifikküste ungeschlagen. 1955 wurde er vom Zehn-Meter-Turm Dritter der Meisterschaften der Amateur Athletic Union. Im Jahr darauf belegte er den zweiten Platz bei den US-Ausscheidungswettkämpfen für das Olympiateam.
1956 bei den Olympischen Spielen in Melbourne bestand das Team der Turmspringer der Vereinigten Staaten aus Richard Conner, Willie Farrell und Gary Tobian. Nach der Qualifikation, die aus sechs Sprüngen bestand, führte Conner vor dem Mexikaner Joaquín Capilla und dem Ungarn József Gerlach. Im Endkampf wurde das Ergebnis von vier Sprüngen zu den Punkten der sechs Sprünge aus dem Vorkampf addiert. Tobian lieferte den besten Endkampf vor Capilla und Gerlach ab. In der Summe gewann Capilla vor Tobian, Conner und Gerlach, Farrell belegte den sechsten Platz. 1959 trat Richard Conner bei den Panamerikanischen Spielen in Chicago noch einmal im Turmspringen an und belegte den vierten Platz.